# Sebastian Gaigl

Grab von Sebastian Gaigl auf dem Alten Südlichen Friedhof in München: Zwei Waisenkinder und eine Bavaria bringen Blumen

Sebastian Gaigl (auf dem Grabdenkmal Sebastian Gaigel) (* 1797; † 27. Juni 1876) war ein Mäzen in München.

## Leben und Wirken
Gaigl war als Besitzer einer Pfandleihanstalt in der jenseits der Isar gelegenen Stadt Au zu einem beträchtlichen Vermögen gekommen. Für den Bau des städtischen Waisenhauses spendete er 328.000 Goldmark.

## Ehrungen
In Erinnerung an seine Verdienste für die Stadt wurde 1890 im Stadtteil Maxvorstadt eine Straße nach Gaigl benannt. Außerdem erinnert ein prächtiges Ehrengrab der Stadtgemeinde München an ihn.

## Grabstätte
Die Grabstätte von Sebastian Gaigl befindet sich auf dem Alten Südlichen Friedhof in München (Neu Arkaden Platz 137 bei Gräberfeld 34) Standort. Die Inschrift lautet: „Dem Wohlthäter der Waisen Herrn Sebastian Gaigel gest. 27. Juni 1876 die dankbare Stadtgemeinde München“. Das Grabmal wurde von Theodor Haf geschaffen.